# Хербст, Иоганн Андреас
Иоганн Андреас Хербст (нем. Johann Andreas Herbst; 9 июня 1588, Нюрнберг — 24 января 1666, Франкфурт-на-Майне) — немецкий композитор и теоретик музыки (писал на немецком языке).

## Очерк биографии и творчества
Хербст был современником Михаэля Преториуса и Генриха Шютца. Получил музыкальное образование, вероятно, в Нюрнберге у Г. Л. Хасслера. Занимал должности капельмейстера при дворах гессенского ландграфа в Буцбахе (1614) и в Дармштадте (1618). С 1623 — капельмейстер и преподаватель основ музыки в Barfüßerkirche (не сохранилась), а также руководитель городской музыки (Musikdirektor) во Франкфурте. В 1636 году вернулся в родной Нюрнберг, где до 1644 года выполнял обязанности капельмейстера в знаменитой Фрауэнкирхе. Затем переехал во Франкфурт, где оставался до конца жизни.
Как композитор, писал в разных вокальных жанрах духовной музыки — кантаты, хоровые концерты, мотеты (в том числе на тексты псалмов в латинской версии и в немецких стихотворных переводах), многоголосные обработки лютеранских духовных песен и др. Из светского наследия Хербста сохранился сборник немецких мадригалов «Theatrum amoris» (1613), ориентированный на стилистику итальянского мадригала первой практики (к тому моменту в Италии такой стиль считался архаичным). В хоровых сочинениях внедрял итальянский стиль concertato и венецианскую многохорную полифонию. Занимался преподаванием музыки, среди его учеников — Филипп Фридрих Бухнер. 
Кроме того, Хербст — автор двух небольших музыкально-теоретических трудов дидактической направленности — «Musica practica» (1642) и «Musica poetica» (1643), а также позднейшей компиляцию обоих («Arte prattica & poëtica», 1653).

## Издания трудов
- Musica practica sive instructio pro symphoniacis, das ist, Eine kurtze Anleitung, wie die Knaben … auff jetzige italienische Manier … unterrichtet werden. Nürnberg, 1642 (2/1653 and 3/1658 под названием «Musica moderna prattica»)
- Musica poetica sive compendium melopoeticum, das ist, Eine kurtze Anleitung … wie man eine schöne Harmoniam, oder lieblichen Gesang … machen soll. Nürnberg, 1643.
- Arte prattica & poëtica, das ist, Ein kurtzer Unterricht, wie man einen Contrapunct machen und componiren sol lernen. Frankfurt, 1653 (компиляция двух предыдущих)
- Grampp, Florian. Deutsche Gesangstraktate des 17. Jahrhunderts, enthalten Traktate von Herbst, Daniel Friderici und Johann Crüger. Kassel: Bärenreiter, 2006. ISBN 3-7618-1754-1.